# Cria de marsupial

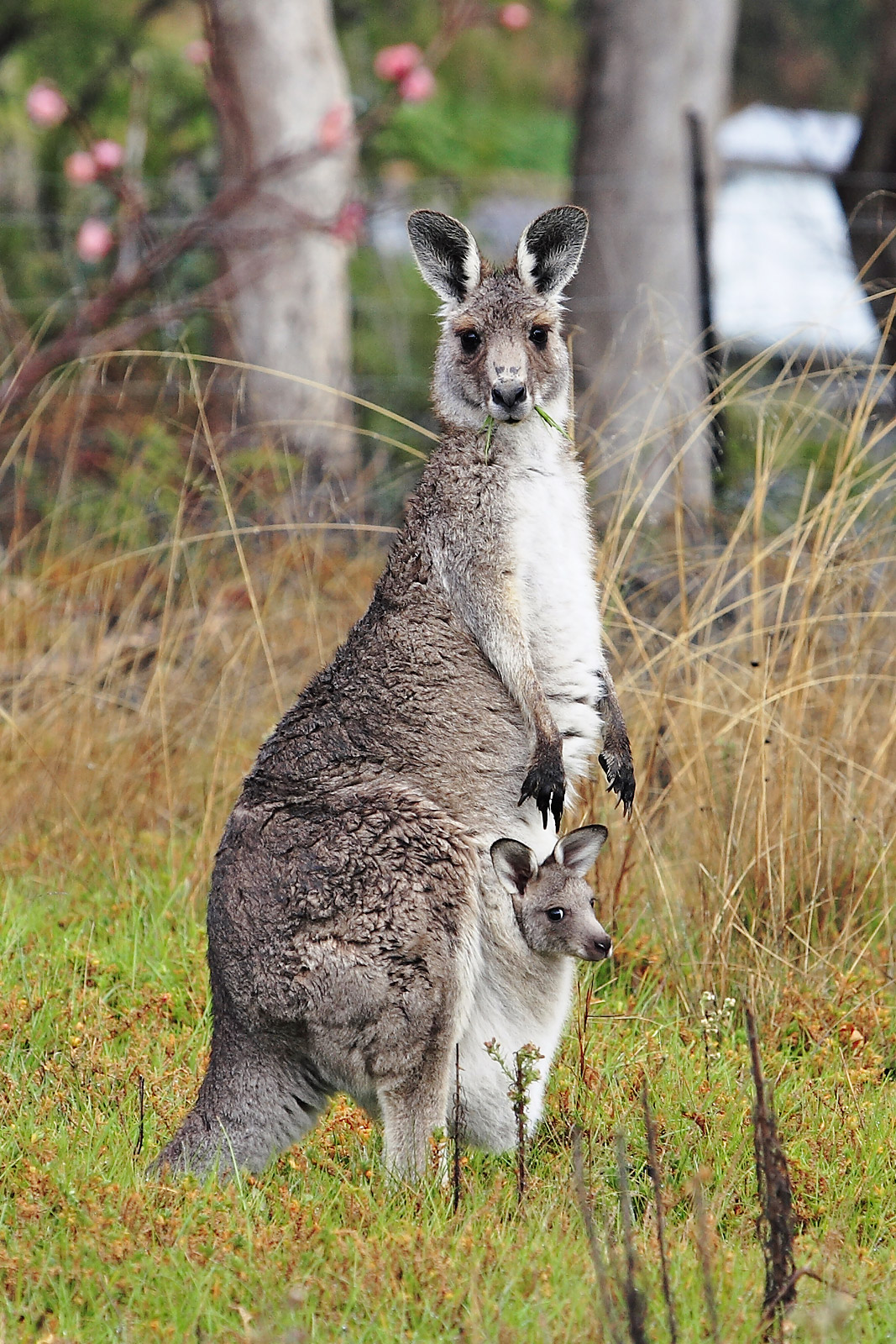
Femella de cangur gris oriental amb una cria a la bossa.

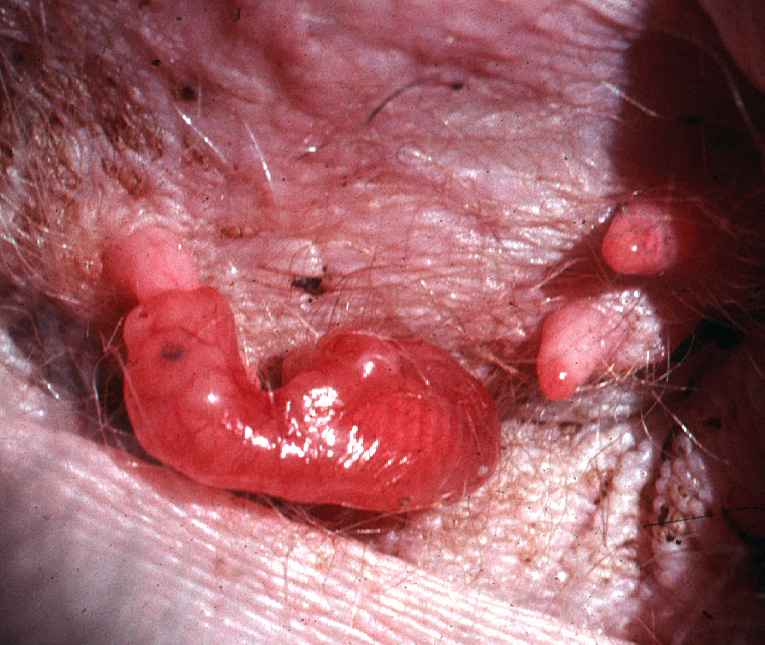
Cria nounata xuclant d'una mamella a la bossa.

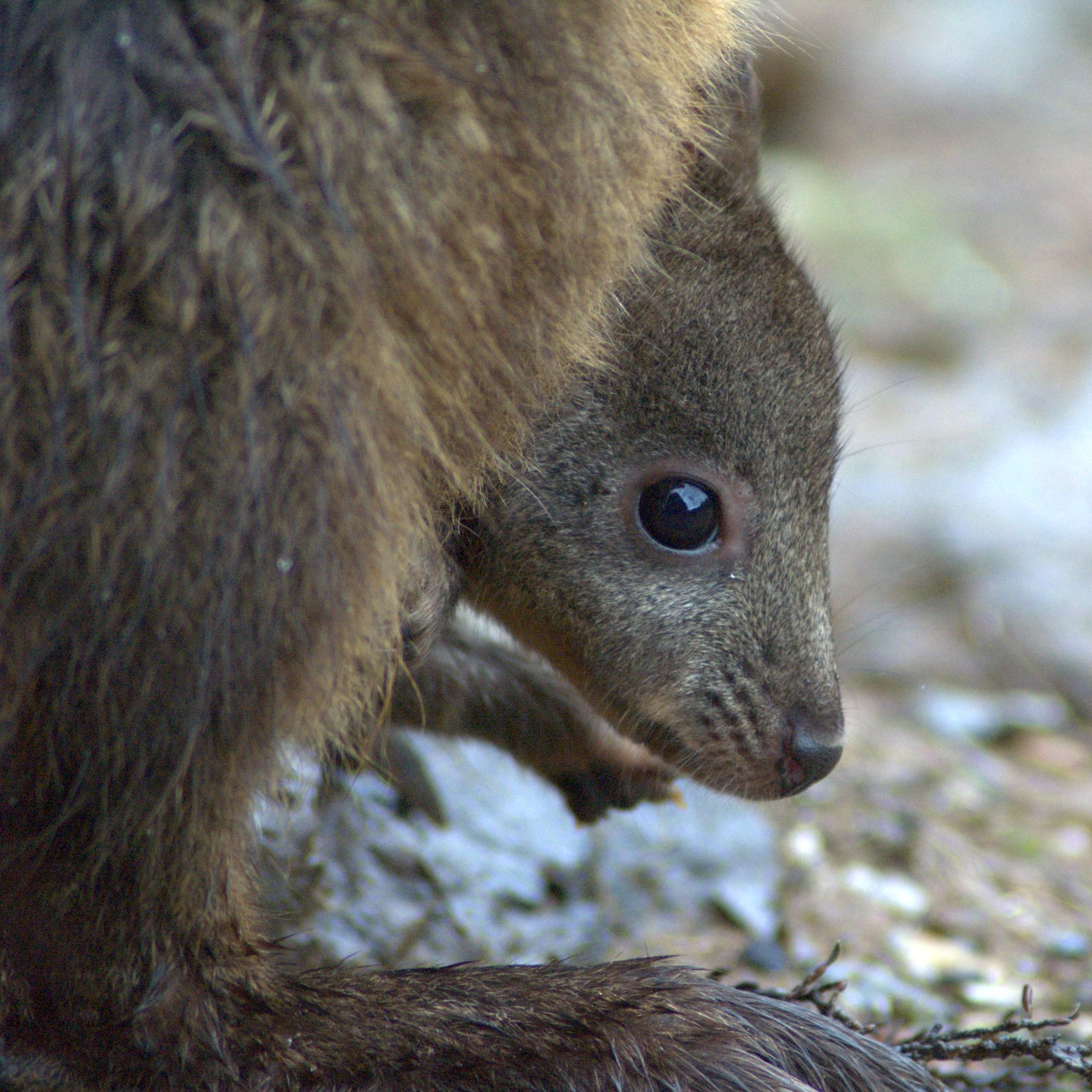
Una cria de ualabi de panxa vermella traient el cap del marsupi de la seva mare.

Les cries de marsupial són les que neixen menys desenvolupades de tots els mamífers. Els marsupials tenen un període de gestació brevíssim i la cria neix en un estat fetal. El nounat, cec, calb i de la mida d'una gominola, s'arrossega pel pelatge de la seva mare fins a arribar a la bossa (anomenada marsupi), on s'arrapa a una mamella per nodrir-se. No tornarà a sortir en uns quants mesos, temps durant el qual es va desenvolupant. Després d'aquest període, la cria comença a passar estones cada vegada més llargues fora de la bossa, pastant i aprenent tècniques de supervivència. Tanmateix, les cries tornen al marsupi per dormir o si detecten un perill.
En algunes espècies, les cries romanen al marsupi fins a un any, o fins al naixement de la pròxima cria.